# Đội tuyển Fed Cup Namibia
Đội tuyển Fed Cup Namibia đại diện Namibia ở giải đấu quần vợt Fed Cup và được quản lý bởi Hiệp hội Quần vợt Namibia.  Đội chưa thi đấu lại kể từ năm 2006.

## Lịch sử
Namibia tham dự kì Fed Cup đầu tiên vào năm 2004.  Thành tích tốt nhất của đội là thứ 5 ở Nhóm III năm 2005.